# Complejo ibérico de El Cigarralejo
El complejo ibérico de El Cigarralejo es un yacimiento arqueológico cuya época corresponde al pueblo ibérico (siglos V a. C. y IV a. C.) y que se localiza en el término municipal de Mula (Región de Murcia, España) en un cerro de flancos abruptos suavizados en la vertiente sudeste que desciende hacia el río Mula. Está delimitado en una de sus cara por un macizo rocoso del eoceno llamado "Piedra pollera" que constituye una defensa natural del poblado. De forma paralela existe otro afloramiento rocoso donde se asienta el Santuario Ibérico.

## El yacimiento
El yacimiento arqueológico tiene una extensión de unas 2 hectáreas e incluye el Santuario, el poblado y la necrópolis. El poblado está pendiente de excavación y la necrópolis sólo se conoce parcialmente.

### El poblado
El poblado se extiende en diferentes niveles de la ladera oriental, y combina muros con paramentos rupestres. Estuvo constituido por unas 40 o 50 casas (tal vez más, ya que no se ha excavado), y la población estimada sería de unos 250 habitantes.

### El santuario
El Santuario está en un edificio encajado en la cima. El edificio se adaptaba a la topografía y se pueden observar restos de muros y habitaciones, siendo bastante reconocible la planta del santuario publicada por E. Cuadrado hace 50 años, eso sí, cubierto de vegetación y en situación de total abandono.
El autor describía pisos empedrados, pavimentos de cal con teselas y sillares con grapas, que en la actualidad no es posible ver. Se identificó un depósito de materiales ("favissa"), con fragmentos de exvotos, abundante cerámica con decoración vegetal, fusayolas, alguna lámina de oro, restos de plomo, pesas de telar. Las piezas son excepcionales, con exvotos de figuras humanas en piedra arenisca o una falcata votiva de 17,5 cm.
Un hallazgo destacado del santuario son las representaciones de équidos, con 160 exvotos que incluyen caballos, yeguas, potrillos y asnos, ricamente decorados, en los que es posible apreciar todos los detalles de su atalaje, con montura, riendas y brida, con paralelos en el conjunto escultórico de Cerrillo Blanco, en el caballo con jinete de Los Villares de Hoya de Gonzalo o en la cabeza de caballo de Fuente la Higuera en el Museo Arqueológico Nacional. El edificio sería abandonado en torno al siglo II a. C.

### La necrópolis
La necrópolis está situada al nordeste del cerro, teniendo una extensión aproximada de 2.000 m². En ella se han localizado más de 500 tumbas de las que han sido publicadas 382. Los materiales de la necrópolis, rescatados por el arqueólogo D. Emeterio Cuadrado Díaz entre 1.948 y 1.988, se exhiben en el Museo de Arte Ibérico El Cigarralejo desde el siglo 1.993.
Las tumbas más antiguas se remontarían a finales del siglo V a. C., y sus ajuares reflejan una comunidad rica y próspera, con cerámicas áticas de importación, cerámicas ibéricas con decoración de círculos y semicírculos entrelazados, semicírculos, sectores, "cabellos, "tejadillo", granadas y puñales, y algunas con representaciones figurativas (como la llamada crátera del desfile militar, decorada con músicos y guerreros). También, algo más tardías, con estilo Elche-Archena, con espirales.
Las formas son múltiples, imitando formas griegas, platos con círculos, sectores, y bonitas combinaciones, dolias reutilizadas como urnas, urnas con platos de tapadera, oinocoes, kalatos. Además, numerosos objetos de la vida cotidiana como plaquitas de hueso, fíbulas, objetos de bronce tipo brasero y sítulas, fusayolas, piezas de vidrio, textiles, amuletos de origen egipcio (muy similar al aparecido en la necrópolis de la Albufereta). El armamento es espectacular, con numerosas falcatas, espadas cortas, puñales, cascos, crestas, soliferreum y manillas de escudo. Objetos relacionados con la agricultura y la ganadería como tijeras de esquilado, hoces, podaderas, además de semillas (trigo, cebada, almendras, piñones...).
También hay representaciones de carros, terracotas con representación de músicos con doble flauta, kores, y otros fragmentos. La riqueza de algunas de las tumbas como la 277 ha hecho que de interpreten como principescas. Se han recuperado, además, numerosos fragmentos arquitectónicos, de esculturas zoomorfas (leones, bóvidos, grifos, pájaros, serpientes y caballos) así como fragmentos antropomorfos que incluyen dos cabezas masculinas, tres cabezas femeninas, una dama estante, una dama sedente y otros. Algunas de estas piezas pertenecerían a monumentos turriformes y pilares, reutilizados en tumbas posteriores, de forma similar a lo ocurrido el Corral de Saus.
Es de destacar la placa de plomo que contiene un texto en lengua ibérica escrito en alfabeto greco-ibérico(también utilizado en inscripciones ibéricas de la Isleta, La Serreta y Coímbra de Barranco Ancho), el texto contiene 207 signos con escritura en bustrofedon.

## Museo Monográfico de Cultura Ibérica
El Museo Monográfico de Cultura Ibérica El Cigarralejo, es el único existente dedicado monográficamente a esta cultura prerromana peninsular.